# Vidua codringtoni
Vidua codringtoni là một loài chim trong họ Viduidae.